# Kabinett Ansip II
Regierung der Republik Estland unter Ministerpräsident Andrus Ansip (Kabinett Ansip II)
Amtszeit: 5. April 2007 bis 4. April 2011
| Ressort                                | Name                | Amtszeit              | Partei         |
| -------------------------------------- | ------------------- | --------------------- | -------------- |
| Ministerpräsident                      | Andrus Ansip        | 05.04.2007–04.04.2011 | Reformierakond |
| Bildungs- und Forschungsminister       | Tõnis Lukas         | 05.04.2007–04.04.2011 | IRL            |
| Justizminister                         | Rein Lang           | 05.04.2007–04.04.2011 | Reformierakond |
| Verteidigungsminister                  | Jaak Aaviksoo       | 05.04.2007–04.04.2011 | IRL            |
| Umweltminister                         | Jaanus Tamkivi      | 05.04.2007–04.04.2011 | Reformierakond |
| Kulturministerin                       | Laine Jänes         | 05.04.2007–04.04.2011 | Reformierakond |
| Wirtschafts- und Infrastrukturminister | Juhan Parts         | 05.04.2007–04.04.2011 | IRL            |
| Finanzminister                         | Ivari Padar         | 05.04.2007–21.05.2009 | SDE            |
| Finanzminister                         | Jürgen Ligi         | 04.06.2009–04.04.2011 | Reformierakond |
| Bevölkerungsministerin                 | Urve Palo           | 05.04.2007–21.05.2009 | SDE            |
| Regionalminister                       | Vallo Reimaa        | 05.04.2007–22.01.2008 | IRL            |
| Regionalminister                       | Siim-Valmar Kiisler | 22.01.2008–04.04.2011 | IRL            |
| Innenminister                          | Jüri Pihl           | 05.04.2007–21.05.2009 | SDE            |
| Innenminister                          | Marko Pomerants     | 04.06.2009–04.04.2011 | IRL            |
| Sozialministerin                       | Maret Maripuu       | 05.04.2007–23.02.2009 | Reformierakond |
| Sozialminister                         | Hanno Pevkur        | 23.02.2009–04.04.2011 | Reformierakond |
| Außenminister                          | Urmas Paet          | 05.04.2007–04.04.2011 | Reformierakond |
| Landwirtschaftsminister                | Helir-Valdor Seeder | 05.04.2007–04.04.2011 | IRL            |

Am 21. Mai 2009 schieden die Minister der Sozialdemokratischen Partei Estlands (SDE) aus der Koalitionsregierung aus.